# قائمة قرارات مجلس الأمن التابع للأمم المتحدة بشأن قبرص
هذه قائمة بقرارات قرارات مجلس الأمن التابع للأمم المتحدة المتعلقة بالنزاع القبرصي.
تدعي قبرص أن تركيا تنتهك ميثاق الأمم المتحدة ضد جمهورية قبرص. لا تعترف تركيا باستمرار وجود جمهورية قبرص، على النحو المنصوص عليه في اتفاقي لندن وزيورخ. تشير تركيا إلى جمهورية قبرص باسم "الإدارة القبرصية اليونانية" أو "جنوب قبرص".  
في عام 1974، غزت تركيا قبرص، بعد انقلاب عسكري شنه المجلس العسكري اليوناني ضد حكومة قبرص المنتخبة بشكل قانوني في عهد الرئيس مكاريوس. احتل الجيش التركي في وقت لاحق 38٪ من أراضي الجزيرة التي لا تزال حتى يومنا هذا مقسمة بحكم الأمر الواقع بين "جمهورية شمال قبرص التركية" التي أُعلن عن قيامها في عام 1983 من قبل القبارصة الأتراك. "جمهورية شمال قبرص" هي كيان غير قانوني وفقًا لقرارات مجلس الأمن التابع للأمم المتحدة رقم 541 ورقم 550 ولا تعترف بها سوى تركيا.

## القرارات المتعلقة بقبرص
| القرار | التاريخ        | التصويت | الموضوع |
| ------ | -------------- | --- | --- |
| 155    | 23 أغسطس 1960  | اعتمد بالاجماع | جمهورية قبرص، الدولة الجزرية ذات السيادة تصبح عضوا في الأمم المتحدة. |
| 186    | 4 مارس 1964    | اعتمد بالاجماع | من المحتمل أن يهدد الوضع الحالي في قبرص السلام الدولي. دعا جميع الدول الأعضاء إلى الامتناع عن أي عمل من شأنه أن يفاقم الوضع في جمهورية قبرص ذات السيادة. طلب من حكومة قبرص اتخاذ جميع التدابير الإضافية اللازمة لوقف العنف وإراقة الدماء في قبرص. يوصي بإنشاء قوة حفظ سلام تابعة للأمم المتحدة بموافقة جمهورية قبرص. |
| 187    | 13 مارس 1964   | اعتمد بالاجماع | دعا جميع الدول الأعضاء إلى الامتناع عن أي عمل من شأنه أن يفاقم الوضع في جمهورية قبرص ذات السيادة. وإذ يلاحظ التقدم المحرز فيما يتعلق بإنشاء قوة حفظ سلام تابعة للأمم المتحدة في قبرص. |
| 192    | 20 يونيو 1964  | اعتمد بالاجماع | يدعو جميع الدول الأعضاء إلى الامتثال للقرارين 186 و187. أعرب عن تقديره لجميع الأعضاء الذين ساهموا بالقوات والشرطة والإمدادات والدعم المالي. مدد بموافقة جمهورية قبرص وجود قوة الأمم المتحدة. |
| 193    | 25 سبتمبر 1964 | اعتمد بالاجماع | يؤكد من جديد القرارين 186 و187 - يعيد تأكيد النداء الذي وجهه رئيس مجلس الأمن على النحو التالي: "لقد أذن لي مجلس الأمن بتوجيه نداء عاجل إلى حكومة تركيا لتوقف فوراً قصف القوات العسكرية واستعمالها من أي نوع ضد قبرص نسخة محفوظة 24 سبتمبر 2013 على موقع واي باك مشين.، ولحكومة قبرص أن تأمر القوات المسلحة الخاضعة لسيطرتها بوقف إطلاق النار على الفور". |
| 194    | 25 سبتمبر 1964 | اعتمد بالاجماع | يلاحظ المجلس بارتياح وقف إطلاق النار الساري في جميع أنحاء قبرص. يطلب من جميع الحكومات وقف جميع الرحلات الجوية فوق أراضي جمهورية قبرص التي تنتهك سيادتها. يطلب من جميع الأعضاء الامتثال للقرار 193. وإذ يلاحظ أن جمهورية قبرص أبدت رغبتها في تمديد تمركز الأمم المتحدة؛ يمتد وجود القوة. |
| 198    | 18 ديسمبر 1964 | اعتمد بالاجماع | وإذ يلاحظ مع الارتياح أن الوضع في قبرص قد تحسن وأنه تم إحراز تقدم كبير، وإذ يلاحظ أن جمهورية قبرص أبدت رغبتها في تمديد تمركز الأمم المتحدة؛ يمدد وجود قوة الأمم المتحدة. |
| 353    | 20 يوليو 1974  | اعتمد بالاجماع | يستنكر بشدة اندلاع أعمال العنف وإراقة الدماء. ويعرب عن قلق بالغ إزاء الوضع الذي أدى إلى تهديد خطير للسلم والأمن الدوليين والذي أوجد حالة أكثر خطورة في منطقة شرق البحر الأبيض المتوسط بأكملها. وكذا بشأن ضرورة استعادة الهيكل الدستوري لجمهورية قبرص الذي أرسته وتكفلته الاتفاقات الدولية. وإذ يستذكر القرار رقم 186 وقراراته اللاحقة بهذا الشأن: - يدعو جميع الدول إلى احترام سيادة قبرص واستقلالها وسلامتها الإقليمية. - يدعو جميع الأطراف إلى وقف إطلاق النار. - يطالب بوقف فوري للتدخل العسكري الأجنبي في جمهورية قبرص الذي يتعارض مع النقطة 1 أعلاه. - يطلب انسحاب الأفراد العسكريين ، ويدعو اليونان وتركيا والمملكة المتحدة للدخول في مفاوضات للتوصل إلى تسوية سلمية دون تأخير. |
| 354    | 23 يوليو 1974  | اعتمد بالاجماع | وتأكيدًا على أحكام قراره رقم 353، يطالب جميع أطراف القتال الحالي بالالتزام الفوري بوقف إطلاق النار. |
| 355    | 1 أغسطس 1974   | اعتمد بالاجماع | يأسف بشدة لمقتل وجرح أفراد من قوة حفظ السلام. |
| 357    | 14 أغسطس 1974  | اعتمد بالاجماع | يعرب عن بالغ أسفه لاستئناف القتال في قبرص بما يتعارض مع أحكام القرار رقم 353، ويعيد تأكيد القرار رقم 353، ويقرر إبقاء الوضع قيد نظره والنداء الفوري للاجتماع عند الضرورة للنظر في التدابير الأكثر فعالية التي قد تكون مطلوبة إذا لم يتم احترام وقف إطلاق النار |
| 358    | 15 أغسطس 1974  | اعتمد بالاجماع | يساور مجلس الأمن قلق بالغ إزاء استمرار أعمال العنف وإراقة الدماء في قبرص؛ وإذ يعرب عن استيائه العميق من عدم الامتثال لقراره رقم 357؛ يشير إلى القرارات 353 و354 و355. يصر على التنفيذ الكامل لما ورد أعلاه من قبل جميع الأطراف. |
| 359    | 15 أغسطس 1974  | 14-0 (لم تشارك جمهورية الصين الشعبية في التصويت).                                                                                 | يأسف بشدة لمقتل وجرح أفراد من قوة حفظ السلام. يطالب جميع الأطراف بالتعاون مع الأمم المتحدة في تنفيذ مهامها، بما في ذلك المساعدات الإنسانية. |
| 360    | 16 أغسطس 1974  | 11-0-3 (امتناع عن التصويت: بيلاروسيا والعراق واتحاد الجمهوريات الاشتراكية السوفياتية؛ ولم تشارك جمهورية الصين الشعبية في التصويت) | رفض رسميا العمل العسكري ضد جمهورية قبرص، إذ يلاحظ أن جميع الدول قد أعلنت احترامها لسيادة جمهورية قبرص واستقلالها وسلامتها الإقليمية، وإذ يساوره بالغ القلق إزاء تدهور الحالة في قبرص نتيجة للعمليات العسكرية الأخرى التي شكلت أخطر تهديد للسلام والأمن في شرق البحر الأبيض المتوسط: - "يسجل رفضه الرسمي للأعمال العسكرية الانفرادية ضد جمهورية قبرص". - يحث الأطراف على الامتثال ... بما في ذلك الانسحاب دون تأخير من جمهورية قبرص للأفراد العسكريين الأجانب - يحث الطرفين على أن يستأنفا دون تأخير في جو من التعاون البناء، المفاوضات التي دعا إليها في القرار 353 والتي لا ينبغي إعاقة أو الحكم على نتيجتها باكتساب المزايا الناتجة عن العمليات العسكرية.                           |
| 361    | 30 أغسطس 1974  | 14-0 (لم تشارك جمهورية الصين الشعبية في التصويت).                                                                                 | طلب المساعدة الإنسانية للاجئين. وإذ يلاحظ أن عددًا كبيرًا من الأشخاص في قبرص قد تشردوا، يدعو جميع الأطراف إلى بذل كل ما في وسعها للتخفيف من المعاناة الإنسانية. يعرب عن قلقه البالغ إزاء محنة اللاجئين نتيجة الغزو التركي لقبرص. |
| 364    | 13 ديسمبر 1974 | 14-0-1 | البحث عن تسوية سلمية |
| 365    | 13 ديسمبر 1974 | اعتمد بالاجماع | المحادثات |
| 367    | 12 مارس 1975   | اعتمد بالاجماع | في غياب تقدم أدان القرار الانفرادي الذي يعلن جزءا من جمهورية قبرص "دولة فيدرالية تركية" |
| 370    | 13 يونيو 1975  | اعتمد بالاجماع | بعد طلب من جمهورية قبرص يمدد وجود قوة الأمم المتحدة |
| 383    | 13 ديسمبر 1975 | 14-0 | قبرص |
| 391    | 15 يونيو 1976  | 14-0 | قامت قوة حفظ السلام التابعة للأمم المتحدة بتقييد الوصول إلى قبرص المحتلة |
| 401    | 14 ديسمبر 1976 | 13-0 | قامت قوة حفظ السلام التابعة للأمم المتحدة بتقييد الوصول إلى قبرص المحتلة |
| 410    | 15 يونيو 1977  | 14-0 | قامت قوة حفظ السلام التابعة للأمم المتحدة بتقييد الوصول إلى قبرص المحتلة |
| 414    | 15 سبتمبر 1977 | اعتمد بالاجماع | يعرب عن قلقه إزاء عدم إحراز تقدم في المحادثات بين الطائفتين |
| 422    | 15 ديسمبر 1977 | اعتمد بالاجماع | يعرب عن قلقه إزاء عدم إحراز تقدم في المحادثات بين الطائفتين |
| 430    | 16 يونيو 1978  | 14-0 (لم تشارك جمهورية الصين الشعبية في التصويت).                                                                                 | مدد التمركز الأممي في قبرص |
| 440    | 27 نوفمبر 1978 | اعتمد بالاجماع | إذ يساوره قلق عميق إزاء عدم إحراز تقدم في حل القضية القبرصية |
| 443    | 14 ديسمبر 1978 | اعتمد بالاجماع | إذ يساوره قلق عميق إزاء عدم إحراز تقدم في حل القضية القبرصية |
| 451    | 15 يونيو 1979  | اعتمد بالاجماع | يحث الأطراف على المضي قدما في المحادثات في إطار اتفاق النقاط العشر دون تأخير |
| 458    | 14 ديسمبر 1979 | اعتمد بالاجماع | يحث الأطراف على المضي قدما في المحادثات في إطار اتفاق النقاط العشر دون تأخير |
| 472    | 13 يونيو 1980  | | يحث الأطراف على المضي قدما في المحادثات |
| 482    | 11 ديسمبر 1980 | | |
| 486    | 4 يونيو 1981   | | |
| 495    | 14 ديسمبر 1981 | | |
| 510    | 15 يونيو 1982  | | |
| 526    | 14 ديسمبر 1982 | | |
| 534    | 15 يونيو 1983  | | |
| 541    | 18 نوفمبر 1983 | | |
| 544    | 15 ديسمبر 1983 | | |
| 550    | 11 مايو 1984   | | |
| 553    | 15 يونيو 1984  | | |
| 559    | 14 ديسمبر 1984 | | |
| 565    | 14 يونيو 1985  | | |
| 578    | 12 ديسمبر 1985 | | |
| 585    | 13 يونيو 1986  | | |
| 593    | 11 ديسمبر 1986 | | |
| 597    | 12 يونيو 1987  | | |
| 604    | 14 ديسمبر 1987 | | |
| 614    | 15 يونيو 1988  | | |
| 625    | 15 ديسمبر 1988 | | |
| 634    | 9 يونيو 1989   | | |
| 646    | 14 ديسمبر 1989 | | |
| 649    | 12 مارس 1990   | | |
| 657    | 15 يونيو 1990  | | |
| 682    | 21 ديسمبر 1990 | | |
| 697    | 14 يونيو 1990  | | |
| 698    | 14 يونيو 1990  | | |
| 716    | 11 أكتوبر 1991 | | |
| 723    | 12 ديسمبر 1991 | | |
| 750    | 10 أبريل 1992  | | |
| 774    | 26 أغسطس 1992  | | |
| 789    | 25 نوفمبر 1992 | | |
| 796    | 14 ديسمبر 1992 | | |
| 831    | 27 مايو 1992   | | |
| 839    | 11 يونيو 1992  | | |
| 889    | 15 ديسمبر 1993 | | |
| 902    | 11 مارس 1994   | | بشأن التوصل إلى اتفاق بشأن تدابير بناء الثقة فيما يتعلق بمطار فاروشا ومطار نيقوسيا الدولي. |
| 927    | 15 يونيو 1994  | | تمديد تفويض قوة حفظ السلام التابعة للأمم المتحدة في قبرص وتنفيذ تدابير بناء الثقة بين الأطراف في قبرص. |
| 939    | 29 يوليو 1994  | | |

## قرارات الجمعية العامة
1. 2077 (د -20) 1965
2. 3212 (د -29) 1974
3. 3395 (د -30) 1975
4. 31/12 1976
5. 32/15 1977
6. 33/15 1978
7. 34/30 1979
8. 37/253 1983

## القرارات المتعلقة بالمفقودين
1. 3450 (د -30) 1975
2. 32/128 1977
3. 33/172 1978
4. 36/164 1981
5. 37/181 1982

## القرارات المتعلقة بحقوق الإنسان
1. 4 (د -31) 1975
2. 4 (32) 1976
3. 17 (د -34) 1978
4. 1987/50 1987

## روابط خارجية
- مركز وثائق الأمم المتحدة